# Partido Político Racionalista
El Partido Político Racionalista fou un partit polític que advocava per l’Estat laic, defensava el sistema capitalista i l'autonomia de les regions que  es constituí a Barcelona el novembre de 1935.
La formació tenia com a fundador, president i ideòleg Francisco Millá Badia, qui va plasmar els principis del partit a la seva obra  Por un Nuevo Vivir. Al gener de 1936, la formació canvià el seu nom per Partido Racional Demócrata. Malgrat la seva activitat inicial, l'abril de 1937 es va decidir la seva dissolució.